# 機雷戦
機雷戦（きらいせん Mine warfare）は機雷を巡る軍事作戦の総称であり、機雷敷設戦と対機雷戦の二つからなっている。

## 機雷敷設戦
機雷敷設戦は、機雷の開発、生産、保管そして敷設がある。敷設には、敵の港湾、水路を封鎖することを目的とした攻勢的機雷敷設戦と敵の上陸防止や味方の航路等を防御することを目的とする防勢的機雷敷設戦の二つがある。

## 対機雷戦
対機雷戦は機雷から船を守る機雷防御、掃海、掃討により機雷を処分する機雷排除、そして敵機雷の性能、敷設地点の特定を行う機雷情報、危険海域を迂回する機雷回避がある。

## 日本の機雷戦史

### 薩英戦争
薩英戦争において、薩摩藩がイギリス艦艇に対し機雷を使用した記録がある。桜島と沖小島の間に地上管制式の水雷3発を敷設して実際英国軍艦が接近したが、連絡ミスにより沖小島砲台が発砲したため設置地点に近寄らず失敗。

### 日露戦争
日露戦争では、旅順をめぐる争いで、日本は旅順のロシア艦隊を封鎖するため、ロシアは日本の封鎖艦隊を攻撃するためそれぞれ機雷を敷設した。この機雷戦では日本は戦艦初瀬と八島を失い、ロシアは戦艦ペトロパブロフスクを失った。また、日本側はウラジオストクのロシア艦隊を封鎖するため、機雷敷設を行っている。

### 太平洋戦争まで
日中戦争中、中国軍は日本軍の行動を妨害するために沿岸部や揚子江などに多くの機雷を敷設した。揚子江遡江作戦で日本軍が処分した機雷は2,372個、広東攻略戦で日本軍が処分した機雷は300個にのぼる。

### 太平洋戦争
※日本海軍による港湾防備用の機雷敷設は戦時中適宜行われていた
- 1942年（昭和17年）10月- 三陸沖へ対潜機雷敷設開始（1,500個）
- 1943年11月 - 津軽海峡東口へ対潜機雷敷設開始（-1944年10月 2,500個）
- 1944年1月 - 台湾海峡へ対潜機雷敷設開始（-6月 12,000個）
- 1944年5月 - 宗谷海峡へ対潜機雷敷設開始（-1945年6月 2,200個）
- 1945年 3月27日 - 米軍による「飢餓作戦」開始。B-29による最初の機雷敷設が行われる。関門海峡付近への機雷敷設。使用された機雷は磁気及び音響機雷
  - 3月30日 - B29による関門付近、広島・呉及び佐世保への機雷敷設。
  - 4月1日 - 呉へのB-29による機雷敷設
  - 4月2日 - 広島、呉へのB-29による機雷敷設
  - 4月3日 - 広島、呉へのB-29による機雷敷設
  - 4月9日 - 関門海峡付近へのB-29による機雷敷設
  - 4月12日 - 関門海峡付近へのB-29による機雷敷設
  - 5月3日 - 関門海峡付近、大阪、神戸へのB-29による機雷敷設。水圧機雷が初めて敷設される。
  - 5月5日 - 東京湾、伊勢湾、瀬戸内海にB-29による機雷敷設
  - 5月14日 - 関門海峡付近にB-29による機雷敷設
  - 5月16日 - 関門海峡付近、舞鶴にB-29による機雷敷設
  - 5月19日 - 関門海峡付近、敦賀にB-29による機雷敷設
  - 5月21日 - 関門海峡付近、舞鶴にB-29による機雷敷設
  - 5月23日 - 関門海峡付近にB-29による機雷敷設
  - 5月25日 - 関門海峡付近、新潟、七尾、伏木、名古屋にB-29による機雷敷設
  - 5月27日 - 関門海峡付近、伏木、福岡、唐津にB29による機雷敷設
  - 5月28日 - 関門海峡付近にB-29による機雷敷設
  - 6月7日 - 関門海峡付近、福岡、唐津にB-29による機雷敷設
  - 6月9日 - 関門海峡付近にB-29による機雷敷設
  - 6月10日 - 関門海峡付近、敦賀にB-29による機雷敷設
  - 6月13日 - 関門海峡付近、新潟にB-29による機雷敷設
  - 6月15日 - 関門海峡付近、福岡、唐津、伏木にB-29による機雷敷設
  - 6月17日 - 関門海峡付近、神戸にB-29による機雷敷設
  - 6月19日 - 関門海峡付近、新潟、宮津、舞鶴にB-29による機雷敷設
  - 6月21日 - 伏木、仙崎、七崎、油谷湾にB-29による機雷敷設
  - 6月24日 - 福岡、唐津、境港、新潟にB-29による機雷敷設
  - 6月25日 - 関門海峡付近、舞鶴、小浜にB-29による機雷敷設
  - 6月27日 - 萩、神戸、新潟にB-29による機雷敷設
  - 6月29日 - 関門海峡付近、舞鶴、酒田にB-29による機雷敷設
  - 7月1日 - 関門海峡付近、七尾、伏木にB-29による機雷敷設
  - 7月3日 - 関門海峡付近、船川、舞鶴にB-29による機雷敷設
  - 7月9日 - 関門海峡付近、七尾、新潟にB-29による機雷敷設
  - 7月11日 - 朝鮮半島、関門海峡付近、宮津、舞鶴、小浜にB-29による機雷敷設
  - 7月13日 - 朝鮮半島、関門海峡付近、福岡にB-29による機雷敷設
  - 7月15日 - 朝鮮半島、直江津、新潟にB-29による機雷敷設
- 1945年4月 - 対馬海峡に対潜機雷敷設開始（-6月 4,700個）

### 太平洋戦争後
戦後、米軍の影響を受けた機雷戦技術の研究と国産化が再開され、防衛庁と民間造船・兵器メーカーが協力して大型掃海艇や新型掃海システムを開発した。1971年（昭和46年）には、 日本防衛装備工業会の水中兵器部会内にAMW（Anti-Mine Warfare）部会が設立され、掃海艇向けの機雷処理装置や艦載センサーの仕様検討を行った。
- 1945年9月18日 - 海軍省軍務局に掃海部を置く。
- 1948年1月1日 - 復員庁の閉庁に伴い掃海業務が運輸省に移管される[3]。
  - 5月1日 - 掃海業務が運輸省から海上保安庁に移管される。
- 1950年6月1日 - 海上保安庁内に航路啓開本部（掃海部隊）が置かれる。
- 1950年10月～12月15日 - 朝鮮戦争中に国連軍の指揮下で海上保安庁の日本特別掃海隊が朝鮮半島付近の掃海を実施する。
  - 10月6日 - 特別掃海隊が編成される。特別掃海隊は米海軍第7艦隊第3掃海部隊6番隊に編入される。
  - 10月17日 - 朝鮮の元山附近で掃海作業中の掃海艇1隻が触雷沈没し、烹炊長1名が死亡、18名が重軽傷を負う。特別掃海隊第2掃海隊が帰国する。
- 1951年10月8日 - 日本沿岸の掃海作業の責任が、進駐軍から日本政府に移管
- 1952年4月26日 - 海上警備隊設置[4]。
- 1952年8月1日 - 保安庁創設
  - 海上警備隊と航路啓開本部は警備隊として統合のうえで海上保安庁から分離され、同様に総理府から移管された警察予備隊とともに保安庁の傘下に入る[3]。
  - 第二幕僚監部に航路啓開部が新設
  - 横須賀地方隊隷下に横須賀、函館、西部、呉、大阪、徳山、下関、佐世保各航路啓開隊が新編
  - 舞鶴地方隊隷下に舞鶴、新潟各航路啓開隊が新編
  - 掃海船等78隻が海上保安庁から所管換される
- 1954年 - 保安庁が防衛庁に移行するとともに、警備隊も海上自衛隊に発展改編
- 1978年9月11日 - NHKが朝鮮に出動した日本の特別掃海隊についてテレビ放送
- 1991年（平成3年）4月26年～10月30日 - ペルシャ湾掃海派遣部隊の派遣（湾岸の夜明け作戦）
  - 参加艦艇：掃海母艦「はやせ」・補給艦「ときわ」・掃海艇「あわしま」「さくしま」「ゆりしま」「ひこしま」
  - 参加人員：幹部76名・海曹士435名、計511名
  - 処分機雷：沈底機雷21個、係維機雷13個、合計34個
- 2000年3月13日 - 第1掃海隊群及び第2掃海隊群を廃止して、掃海隊群を新編し、自衛艦隊に編入する。